# Montijo, Spanien
Montijo är en kommunhuvudort i Spanien.   Den ligger i provinsen Provincia de Badajoz och regionen Extremadura, i den sydvästra delen av landet, 300 km sydväst om huvudstaden Madrid. Montijo ligger 201 meter över havet och antalet invånare är 16 236.
Terrängen runt Montijo är platt. Runt Montijo är det ganska tätbefolkat, med 58 invånare per kvadratkilometer. Montijo är det största samhället i trakten. Trakten runt Montijo består till största delen av jordbruksmark.